# Marcel Martinet
Pour les articles homonymes, voir Martinet.
Marcel Martinet, né à Dijon le 22 août 1887, mort à Saumur le 18 février 1944, est un militant révolutionnaire socialiste et pacifiste et un écrivain prolétarien.

## Biographie
Fils d'un préparateur de pharmacie et d'une directrice d'école primaire, Marcel Martinet fait ses études au lycée Carnot de Dijon avant de devenir interne, en 1905, à Louis-le-Grand où il fait la connaissance de Roger Dévigne et de Vincent Muselli. Il entre à l'École normale supérieure en 1907. Renonçant à passer l'agrégation, il obtient un poste de rédacteur à l'Hôtel de ville de Paris où il côtoie Louis Pergaud.
En 1911, il publie un recueil de poèmes, Le Jeune homme et la vie. Il collabore à la revue de Jean-Richard Bloch, L'Effort libre. Il y fait paraître, en 1913, un long texte, L'Art prolétarien dans lequel il pose clairement les bases de ce qui sera la littérature prolétarienne. 
Dans le même temps, il se rapproche de l'équipe de La Vie ouvrière, le journal du courant syndicaliste révolutionnaire de la CGT, et notamment de Pierre Monatte et d'Alfred Rosmer. En août 1914, au moment de la déclaration de guerre, les rares militants socialistes qui refusent la fatalité du conflit et la politique d'Union sacrée se retrouvent désemparés et isolés. Alfred Rosmer racontera, dans son Mouvement ouvrier pendant la guerre : 
« Un jour, au retour de nos décevantes pérégrinations, nous trouvâmes un mot de Marcel Martinet. […] Ses quelques lignes disaient en substance : « Est-ce que je suis fou ? Ou les autres ? » Nous allâmes chez lui sans tarder. C'était la première fois que nous touchions la terre ferme ; nous en éprouvions une grande joie. Martinet fut dès lors de toutes nos entreprises, étroitement associé à notre travail ; il sera le poète de ces temps maudits. »
Exempté pour raison de santé, Martinet n'est pas mobilisé. Romain Rolland venant de faire paraître Au-dessus de la mêlée, Marcel Martinet commence avec lui une longue correspondance. Martinet participe aux travaux de la Société d'études documentaires et critiques sur les origines de la guerre et à ceux du Comité pour la reprise des relations internationales, constitué après la conférence de Zimmerwald. En janvier 1917, à la suite d'une « pétition sur les buts de guerre en France » dont il est un des propagateurs, il est sanctionné par son administration. Mais c'est en tant que poète qu'il s'exprime avec le plus de force, faisant éditer en Suisse un recueil de poèmes intitulé Les Temps maudits. Dans son Journal, le 9 mai 1917, Romain Rolland écrit :
« Je reçois le premier exemplaire de l'admirable livre de Marcel Martinet, Les Temps maudits. Je ne puis le relire sans émotion. Je le regarde comme l'œuvre la plus poignante de la guerre — plus que Le Feu, et surtout bien supérieure au Feu, par la qualité d'art et d'âme. »
Marcel Martinet apporte immédiatement son soutien à la Révolution russe. Il milite au sein du Comité de la Troisième Internationale et fait partie de la petite équipe qui fait reparaître La Vie ouvrière dès le 30 avril 1919. Après le Congrès de Tours, il adhère au Parti communiste. Sollicité par Amédée Dunois, il prend la direction littéraire de L'Humanité, lourd travail qu'il est obligé d'abandonner fin 1923 à cause de son état de santé qui se dégrade (le diabète vient de se déclarer). Par la suite, en 1924-1925, avec le groupe de La Révolution prolétarienne, il rompt avec le Parti communiste pour des raisons politiques, en raison de son opposition à la bolchevisation du PC.
En 1929, Jean-Richard Bloch le fait entrer comme lecteur aux éditions Rieder.
En 1933, il prend la défense de Victor Serge dans Où va la Révolution russe ? L'Affaire Victor Serge. Ses liens avec Bloch ou avec Romain Rolland se distendent en raison de leur silence face aux crimes staliniens.
Après le 6 février 1934, il est l'un des signataires (avec André Breton, Félicien Challaye, Jean Guéhenno, Henry Poulaille…) d'un « appel à la lutte » antifasciste.
En octobre 1936, il rédige « L'Appel aux hommes », un appel publié dans La lutte ouvrière, le journal du Parti ouvrier internationaliste, qui demande la constitution d'une commission ouvrière d'enquête internationale indépendante pour examiner les procès de Moscou.
Il meurt en 1944 d'une congestion pulmonaire.
Marié avec Renée Marcel-Martinet (1888-1973), il est le père du chirurgien et militant Jean-Daniel Martinet (1913-1976).

## Œuvres
- Poésie
  - Le Jeune homme et la vie (L'Édition de Paris, 1911)
  - Les Temps maudits (Édition de la revue Demain, Genève, 1917)
  - Les Temps maudits (Édition complétée de huit nouveaux poèmes, Librairie Paul Ollendorff, 1920)
  - Les Temps maudits (Édition suivie des Carnets des années de guerre, Agone, 2004)
  - Chants du passager (Corrêa, 1934)
  - Hommes (Édition de la revue Les Humbles, 1938)
  - Une feuille de hêtre (Corrêa, 1938)
  - Quarantaine (Librairie Tschann, 1939)
  - Florilège poétique (posthume, L'Amitié par le livre, 1946)
  - Eux et moi, chants de l'identité (posthume, écrit en 1929, Édition Regain, 1954)
- Romans
  - La Maison à l'abri (Librairie Paul Ollendorff, 1919)
  - Le Solitaire (posthume, Corrêa, 1946)
- Théâtre
  - La Nuit (1921)
  - La Terre cabrée (1923)
  - La Victoire (1937)
- Essais, brochures
  - Pour la Russie (Librairie du Travail, 1920)
  - Introduction, présentations et notes critiques à Pages choisies de Romain Rolland (Librairie Paul Ollendorff, 1921)
  - Civilisation française en Indo-Chine (Comité d'amnistie et de défense des Indochinois et des peuples colonisés, 1933)
  - Où va la Révolution russe ? L'Affaire Victor Serge (Librairie du Travail, 1933)
  - Le Chef contre l'homme suivi par Le Refus de la hiérarchie de Philippe Geneste (Esprit, 1934 ; Quiero, 2023)
  - Culture prolétarienne (Librairie du Travail, 1935 ; Agone, 2004)